# Better the Devil You Know
«Better the Devil You Know» — песня австралийской певицы Кайли Миноуг. Была издана отдельным синглом в апреле 1990 года. Потом вошла в её третий студийный альбом Rhythm of Love (1990).
В Великобритании сингл с песней «Better the Devil You Know» достиг 2 места (в национальном сингловом чарте).

## История создания
Песня была написана и спродюсирована авторским и продюсерским трио Сток, Эйткен и Уотерман.